# Miyoshi, Hiroshima
Miyoshi  (japanska: 三次市 ?, Miyoshi-shi) är en stad i Hiroshima prefektur i Japan. Staden fick stadsrättigheter 1954.